# Oblast autonome de Kabardino-Balkarie
L'Oblast autonome de Kabardino-Balkarie est un oblast autonome de la région de Kabardino-Balkarie en l'Union soviétique. Créé  en 1921 il est d'abord appelé Oblast autonome kabarde avant d'être renommé en 1922. Depuis le 16 octobre 1924, il appartenait au kraï du Caucase du Nord.
Le 5 décembre 1936, il fut séparé du kraï du Caucase du Nord, et élevé au statut de république socialiste soviétique autonome sous le nom de république socialiste soviétique autonome kabardino-balkare.

## Histoire
L'oblast autonome kabardino-balkarien est formé le 16 janvier 1922 par la fusion de l'oblast autonome kabarde et de l'oblast balkarien de l'ASSR de montagne.
Depuis le 16 octobre 1924, la Région autonome de Kabardino-Balkarie fait partie du Territoire du Caucase du Nord.
Le 5 décembre 1936, l'oblast autonome kabardino-balkarien est transformé en République socialiste soviétique autonome kabardino-balkarien et retiré du territoire du Caucase du Nord.

## Division administrative
Initialement, l'AO est divisée en 5 districts : Baksansky, Balkarsky, Nalchiksky, Urvansky, Malokabardinsky. En 1924, les districts de Nagorny et Primalkinsky sont formés, et un an plus tard, le district cosaque (qui a existé jusqu'en 1928). Le 30 septembre 1931, tous les quartiers de la région sont transformés en quartiers. En 1935, la région des Balkans est abolie, les régions de Kurp, Chegem, Cherek et Elbrus sont formées et la région de Malokabardinsky est rebaptisée Tersky.
Au 28 janvier 1935, la région comprend une ville de subordination régionale : Naltchik
et 10 quartiers :
1. Baksansky - Baksan ;
2. Kurpsky - Gnadenbourg ;
3. Nagorny - Piatigorsk (ne fait pas partie du district) ;
4. Naltchik - Naltchik ;
5. Primalkinski - Cool ;
6. Tersky - Terek ;
7. Urvansky - Vieux Cherek ;
8. Tchegemsky - Nizhny Chegem ;
9. Chereksky - Kashkhatau ;
10. Elbrussky - Gündelen.

## Population
Selon les résultats du recensement de la population de toute l'Union de 1926, la population de la région est de 204 006 personnes.
La composition nationale de la population se répartit comme suit :
| Nationalité | Population, personnes | Pourcentage |
| ----------- | --------------------- | ----------- |
| Kabardes    | 122 402               | 60,0        |
| Balkars     | 33 197                | 16.3        |
| Ukrainiens  | 17 213                | 8.4         |
| Russes      | 15 344                | 7.5         |
| Ossètes     | 4078                  | 2.0         |
| Koumyks     | 3 505                 | 1.7         |
| Allemands   | 2674                  | 1.3         |
| Juifs       | 1473                  | 0,7         |

Composition nationale par années :
| Nationalité          | Population au 1er janvier 1927, mille personnes | Population au 1er janvier 1928, mille personnes | Population au 1er janvier 1929, mille personnes | Population au 1er janvier 1930, mille personnes | Population au 1er janvier 1931, mille personnes | Population au 1er janvier 1932, mille personnes | Population au 1er janvier 1933, mille personnes | Population au 1er janvier 1934, mille personnes | Population au 1er janvier 1936, mille personnes |
| -------------------- | ----------------------------------------------- | ----------------------------------------------- | ----------------------------------------------- | ----------------------------------------------- | ----------------------------------------------- | ----------------------------------------------- | ----------------------------------------------- | ----------------------------------------------- | ----------------------------------------------- |
| Kabardes             | 122.4                                           | 125                                             | 128.4                                           | 132                                             | 135,7                                           | 139,5                                           | 143,5                                           | 147,6                                           | 150                                             |
| Balkars              | 33.2                                            | 33,8                                            | 34.4                                            | 35                                              | 35,6                                            | 36,4                                            | 37.1                                            | 37,8                                            | 41,7                                            |
| Russes et Ukrainiens | 33.3                                            | 34.4                                            | 34,5                                            | 35,6                                            | 43,9                                            | 47,7                                            | 74,3                                            | 77,4                                            | 107.2                                           |
| Juifs                | 1.9                                             | 1.9                                             | 2                                               | 2                                               | 2.1                                             | 2.1                                             | 2.2                                             | 2.3                                             | 8.1                                             |
| Ossètes              | 4.1                                             | 4.2                                             | 4.3                                             | 4.4                                             | 4.5                                             | 4.7                                             | 4.8                                             | 4.9                                             | 4.1                                             |
| Koumyks              | 3.5                                             | 3.5                                             | 3.5                                             | 3.6                                             | 3.6                                             | 3.6                                             | 3.7                                             | 3.8                                             | 3.2                                             |
| Allemands            | 2.7                                             | 2.8                                             | 2.8                                             | 2.9                                             | 3.2                                             | 3.5                                             | 4                                               | 4.1                                             | 4.3                                             |
| Autre                | 2.9                                             | 2.9                                             | 3                                               | 3                                               | 3.1                                             | 3.2                                             | 3.2                                             | 3.3                                             | 3.2                                             |
| Total                | 204                                             | 208.5                                           | 212.9                                           | 218,5                                           | 231.7                                           | 240.7                                           | 272.8                                           | 281.2                                           | 316.9                                           |

## Prix
- Ordre de Lénine (3 janvier 1934) [5]